# União Agrícola Barbarense Futebol Clube
Maillots
Actualités
Dernière mise à jour : 17 avril 2020.
L'União Agrícola Barbarense de Futebol Clube est un club brésilien de football basé à Santa Bárbara d'Oeste dans l'État de São Paulo.

## Palmarès
- Championnat du Brésil de Série C (D3) :
  - Champion : 2004

- Campeonato Paulista Série A2 :
  - Champion : 1998